# Église Saints-Pierre-et-Paul de Neerijse
Pour les articles homonymes, voir Église Saints-Pierre-et-Paul.
L'église Saints-Pierre-et-Paul (Sint-Pieter-en-Pauluskerk ou Sint-Pieter-en-Pauwelkerk en néerlandais) est une église de style roman et néo-roman située à Neerijse, section de la commune belge de Huldenberg, dans la province du Brabant flamand.

## Historique
Les tours romanes de l'église Saints-Pierre-et-Paul sont classées comme monument historique  depuis le 25 mars 1938 tandis que l'ensemble de l'église est classé depuis le 21 août 2003 et figure à l'inventaire du patrimoine immobilier de la Région flamande sous la référence 43297.

## Architecture

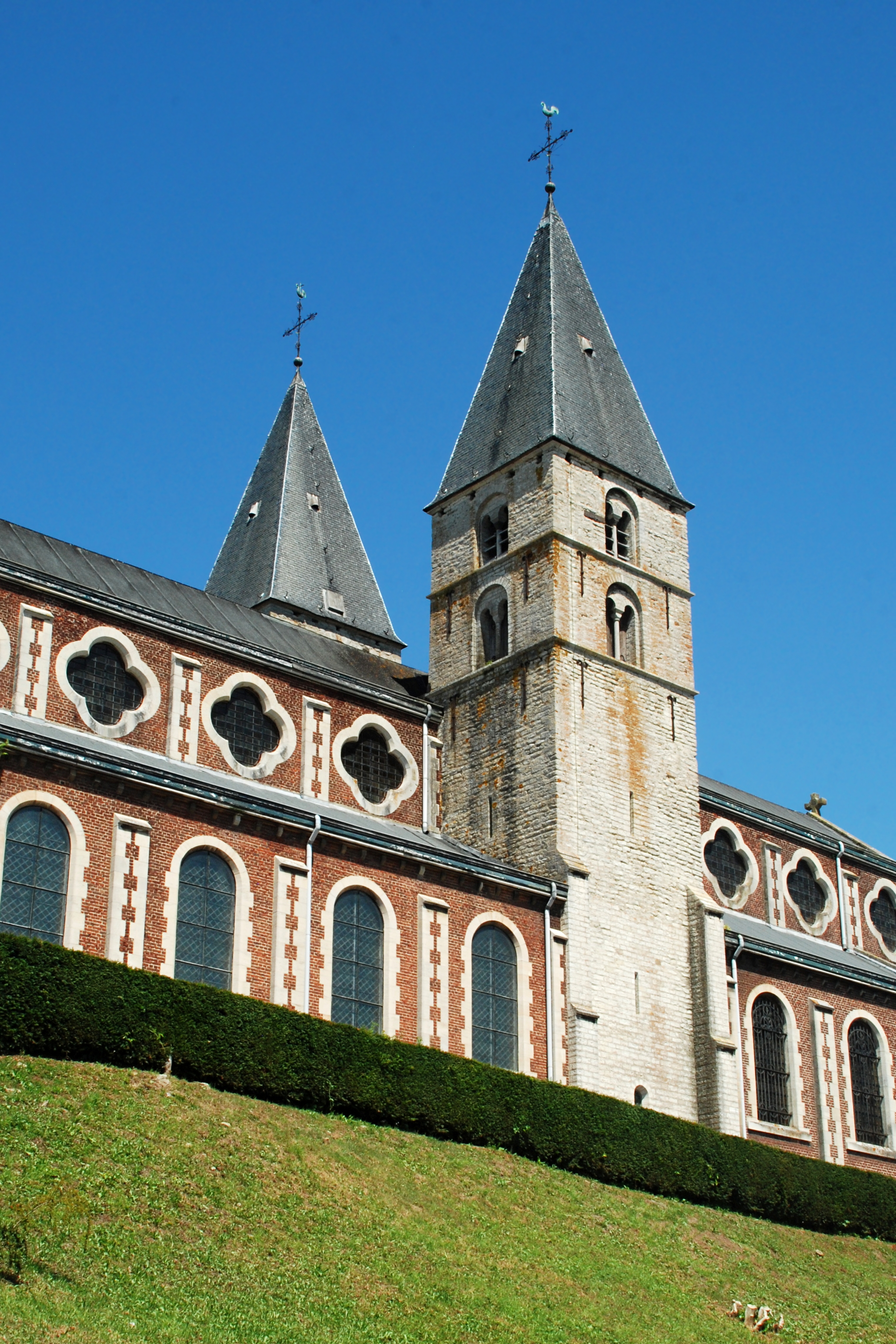
Les tours romanes.
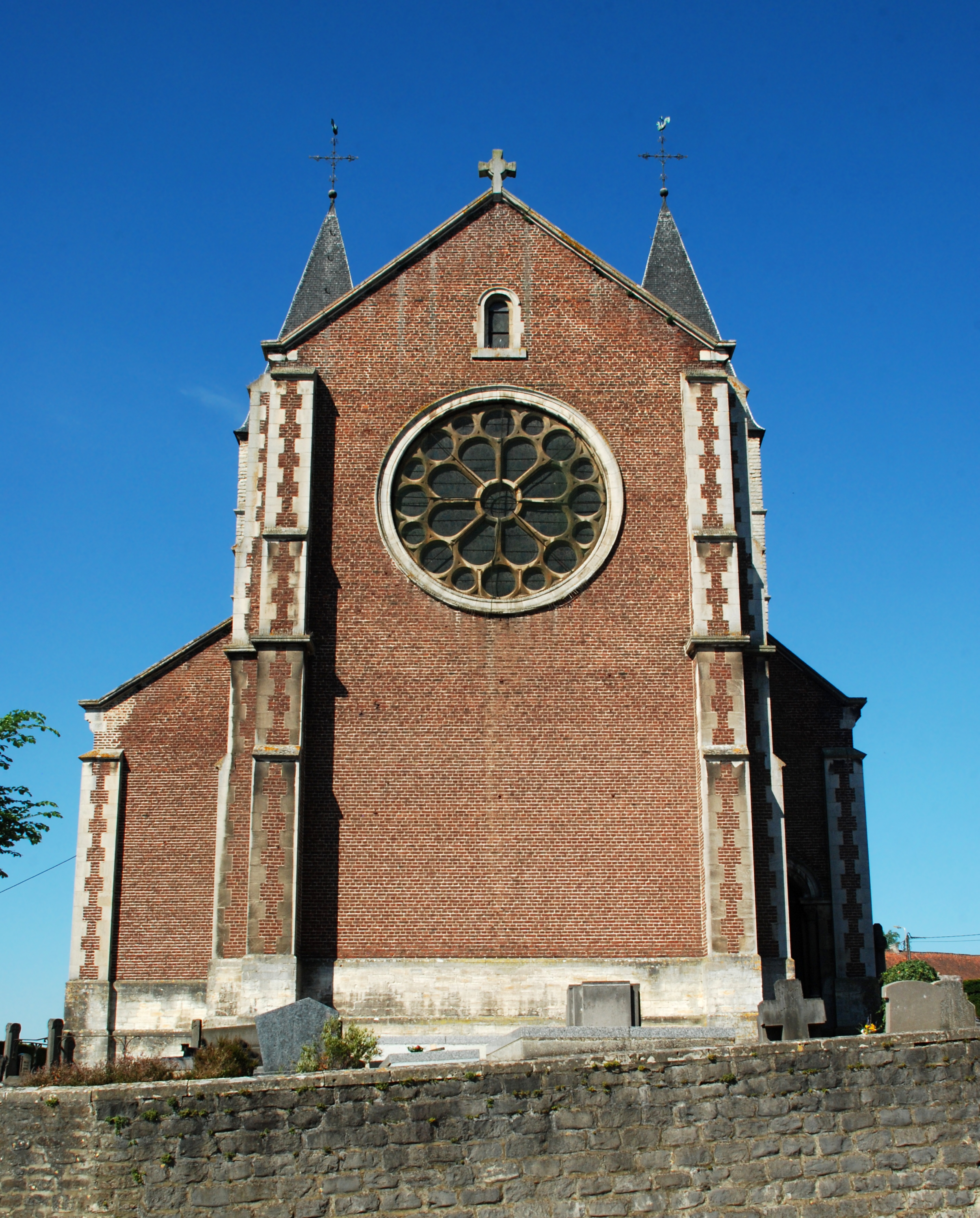
Le chevet néo-roman.